# Every Teardrop Is a Waterfall
Every Teardrop Is a Waterfall (englisch für „Jede Träne ist ein Wasserfall“) ist ein Lied der britischen Rockband Coldplay, das im Juni 2011 erschien.

## Entstehung und Veröffentlichung
Das Lied wurde gemeinsam von den Coldplay-Mitgliedern Guy Berryman, Jonny Buckland, Will Champion und Chris Martin sowie dem Produzenten Brian Eno geschrieben. Es beinhaltet zudem Samples zu Chocolates Ritmo de la noche (1990) und Peter Allen I Go to Rio (1976), wodurch die Autoren Harry Castioni, Alex Christensen, Bela Lagonda und Wycombe beziehungsweise Peter Allen und Adrienne Anderson ebenfalls Urheber des Stücks sind. Für die Produktion zeichneten Markus Dravs, Dan Green und Rik Simpson. Dies war das zweite Mal, dass Coldplay Samples für einen Titel verwendeten, nachdem sie Kraftwerks Computer Love für Talk (Juni 2005) benutzt hatten.
Die Erstveröffentlichung von Every Teardrop Is a Waterfall erfolgte als Single am 3. Juni 2011 bei Parlophone. Diese erschien als digitaler Einzeltrack zum Download. Im Folgemonat erschienen zudem eine physische 2-Track-CD-Single (Katalognummer: 0846072) sowie eine 7″-Single (Katalognummer: R 6843) mit je der B-Seite Major Minus. Am 21. Oktober 2011 erschien das Lied als Teil von Coldplays zweiten Studioalbum Mylo Xyloto (Katalognummer: 0875532), dessen erste Singleauskopplung es ist.

## Hintergrund
Als der Titel zum ersten Mal auf dem YouTube-Kanal von Coldplay veröffentlicht wurde, löste er viele negative Kommentare im Kommentarbereich aus, die behaupteten, dass das Lied ein Plagiat von Ritmo de la noche oder von Peter Allen I Go to Rio sei. Bei der Veröffentlichung des Songs wurde jedoch die Zeile Every Teardrop Is a Waterfall contains elements of I Go To Rio written by Peter Allen and Adrienne Anderson unter dem offiziellen Liedtext auf der Bandhomepage vermerkt.
The Oracle (der Frage- und Antwortbereich der Coldplay-Website) antwortete am 9. Juni 2011 auf eine Frage, die sich auf die Inspiration und Zusammenarbeit bezog:
Ich glaube, die Leute verstehen nicht ganz, wie der Song aufgebaut ist. Um das klarzustellen: Chris wurde zu Every Teardrop Is a Waterfall inspiriert, nachdem er einige Akkorde in einer Nachtclubszene in Alejandro González Iñárritus Film Biutiful (2010) gehört hatte. Die Akkorde im Film sind Teil eines Tracks, der auf dem Lied I Go To Rio basiert, das von Peter Allen und Adrienne Anderson geschrieben und 1976 von Peter Allen veröffentlicht wurde. Wenn du dir einen Clip auf YouTube ansiehst, kannst du die Akkorde selbst hören. Auf die Frage anderer Leute, ob Ritmo de la Noche von The Sacados auch als Titel genannt werden sollte, lautet die Antwort „Nein“. Erstens ist das eine Coverversion des gleichnamigen Songs von Chocolate, der I Go To Rio gesampelt hat. Zweitens kamen beide später im Jahr 1990 auf den Markt, so dass sie hoffentlich Peter & Adrienne hätten gutgeschrieben werden sollen.

## Musikvideo
Das dazugehörige Musikvideo feierte seine Premiere am 28. Juni 2011. Es zeigt die Band beim Spielen vor verschiedenen Kulissen, die mit bunten Graffiti des Bandkünstlers „Paris“ besprüht wurden. Das Video wurde zwischen dem 14. und 15. Juni 2011 in Millennium Mills im Osten Londons, in der Nähe des London City Airport, gedreht, beginnt aber mit einer Aufnahme der Skyline von Downtown Los Angeles. Das Musikvideo, in dem die Band auftritt, verwendet eine Stop-Motion-Technik und wurde von Mat Whitecross gedreht, der seit 1999 mit der Band zusammenarbeitet und unter anderem für die Videos zu „Lovers in Japan“ und „Christmas Lights“ verantwortlich war.

## Rezeption

### Rezensionen
Der Boston Herald urteilte positiv und schrieb: "Chris Martin hat es wieder geschafft. Er gibt der schwachen Musik Kraft, dem einfachen Pop Schönheit und der Welt eine weitere Coldplay-Hymne. Im Grunde sind die Jungs fröhlich, und das ist dieser Stadion-Rock-Song auch. I turn the music up, I got my records on, I shut the world outside until the lights come on", singt Martin über beschwingte Synthies, klingende Gitarren und große Drums. Man kann die Liebe spüren".
Der Rolling Stone bewertete das Lied mit dreieinhalb von fünf Sternen und kommentierte: "Chris Martin sagt, Coldplays kommendes Album sei von New Yorker Graffiti der alten Schule beeinflusst, und auf einem aktuellen Foto sind die Bandmitglieder in neonfarbene Chillwear gekleidet, als kämen sie gerade vom Set von Breakin' 3: A Brit-Pop Odyssey. Aber die erste Single hat weniger mit dem Sound des frühen Hip-Hop zu tun, als vielmehr mit dem Gefühl, dass das Jahr Null möglich ist. Über einer Rave-angehauchten Keyboard-Melodie, die von der Regenwald-des-Soul-Atmosphäre des Produzenten Brian Eno untermalt wird, singt Martin von Kindern, die bis zum Morgen tanzen und vom Himmel in seinen Kopfhörern. Wenn das Schlagzeug voll einsetzt, bewegt sich der Song wie Sunday Bloody Sunday in Anlehnung an Sunday Morning von den Velvets, eine fahnenschwenkende Ode an den Wandel als Inspiration: „Ich bin lieber ein Komma als ein Punkt“, singt Martin. Für einen Mann, dessen Kritiker ihn für ein menschliches Ausrufezeichen halten, ist das ein willkommener Gedanke. Das Musikvideo wurde vom Rolling Stone als farbenfrohe Bildmaterial hervorhoben: „Der lebhafte, farbenfrohe Clip passt gut zu dem Song, der eine zittrige, aufgeregte Energie und die Art von optimistischen, romantischen Texten hat, die Coldplay zu einer der weltweit beliebtesten Rockbands gemacht haben“. Die New York Post schrieb: „Der Clip beweist, dass die Jungs genauso daran interessiert sind, mit ihren Videos Grenzen zu überschreiten, wie sie es mit ihrer Musik tun.“
MTV lobte das Lied mit den Worten: „Die modernen Rockgrößen Coldplay haben gerade die erste Single aus ihrem kommenden, von Brian Eno produzierten fünften Studioalbum vorgestellt, und sie ist genauso mitreißend, wie wir es von der Band gewohnt sind“. Weiter heißt es: "Auf jeden Fall hat ‚Every Teardrop Is a Waterfall‘ großes Sommerhit-Potenzial, also tränenreiche Wasserfälle, weg mit euch, Coldplay!

### Mediale Verwendung
Das Lied wurde als Titelmelodie für die Live-Action-Verfilmung Uchū Kyōdai (Mai 2012) verwendet und erhielt zwei Nominierungen bei den Grammy Awards 2012, eine für die beste Rock-Performance und die andere für den besten Rock-Song.

## Kommerzieller Erfolg

### Chartplatzierungen
| ChartsChartplatzierungen       | Höchstplatzierung | Wochen |
| ------------------------------ | ----------------- | ------ |
| Deutschland (GfK)              | 24 (19 Wo.)       | 19     |
| Österreich (Ö3)                | 21 (17 Wo.)       | 17     |
| Schweiz (IFPI)                 | 6 (19 Wo.)        | 19     |
| Vereinigte Staaten (Billboard) | 14 (18 Wo.)       | 18     |
| Vereinigtes Königreich (OCC)   | 6 (22 Wo.)        | 22     |

| ChartsJahrescharts (2011)    | Platzierung |
| ---------------------------- | ----------- |
| Schweiz (IFPI)               | 71          |
| Vereinigtes Königreich (OCC) | 83          |

### Auszeichnungen für Musikverkäufe
| Land/Region                  | Auszeichnungen für Musikverkäufe (Land/Region, Auszeichnung, Verkäufe) | Verkäufe |
| ---------------------------- | ---------------------------------------------------------------------- | -------- |
| Australien (ARIA)            | Platin                                                                 | 70.000   |
| Belgien (BRMA)               | Gold                                                                   | 15.000   |
| Italien (FIMI)               | Platin                                                                 | 30.000   |
| Neuseeland (RMNZ)            | Gold                                                                   | 7.500    |
| Schweiz (IFPI)               | Gold                                                                   | 15.000   |
| Spanien (Promusicae)         | Gold                                                                   | 30.000   |
| Vereinigtes Königreich (BPI) | Platin                                                                 | 600.000  |
| Insgesamt                    | 4× Gold · 3× Platin ·                                                  | 767.500  |

| Land/Region     | Auszeichnungen für Musikverkäufe (Land/Region, Auszeichnung, Verkäufe) | Verkäufe |
| --------------- | ---------------------------------------------------------------------- | -------- |
| Dänemark (IFPI) | Gold                                                                   | 50.000   |
| Insgesamt       | 1× Gold ·                                                              | 50.000   |

## Coverversionen
- 2011: Robyn (Album: Radio 1’s Live Lounge, Vol. 6)[18]
- 2012: Swedish House Mafia (Album: Until Now)[19]